# 里加站 (大环线)
里加站（羅馬化：Rizhskaya）是莫斯科地鐵大環線的一個車站，2023年啟用。站名取自里加站。

## 换乘
- 里加站 (卡卢加-里加线)（6號線）